# Betula dolicholepis

Betula dolicholepis  (лат.) — вид двудольных растений рода Берёза (Betula) семейства Берёзовые (Betulaceae). Впервые описан группой ботаников в 1968 году.
В настоящее время, согласно данным «KEW», считается синонимом берёзы тяньшанской (лат. Betula tianschanica).

## Распространение, описание
Эндемик Таджикистана.
Листорасположение очерёдное. Листья простые. Соцветие — серёжка; цветки без околоцветника. Плод — орешек либо крылатка, бурого, жёлтого или красного цвета, с придатками в виде крыльев.